# Костел Пресвятої Трійці (Лисков)
Костел Найсвятішої Трійці — католицький храм у Лискові Пінської єпархії, збудований у XVIII столітті. Пам'ятка архітектури пізнього бароко.

## Історія
У 1527 році вітебський воєвода і жмудський староста Матвій Клочка заснували у Лискові дерев'яний костел, який був переданий Яном Биховцем у 1751 році монахам-місіонерам. У 1763–1785 роках вони збудували на цьому місці мурований Троєцький монастир у стилі вільнюського бароко. У 1818 році до нього було прибудовано вежу. В 1841 році костел став парафіальним.
У 1866 році у зв'язку з подіями повстання 1863 року костел був перебудований на православну церкву та набув рис класицизму (архітектор Ф. Афанасьєв). 22 липня 1880 року від влучання блискавки згорів гонтовий дах, залишилися лише мурована частина костелу. У 1883–1884 роках архітектор П. І. Золотарьов провів реставрацію: зробив нові склепіння, замінив дахові конструкції і покриття.
У 1921 році, в час домінування Польщі, костел повернули католикам.
У 50-ті роки ХХ століття костел зазнав серйозного руйнування. У 1960 році він був зачинений, церковне приладдя перевезли у ружанський костел.
Біля костелу знаходиться могила польського поета та драматурга Францішка Карпінського.

## Архітектура
Стилістика, час будівництва та регіон дозволяють припустити, що у зведені костелу брав участь придворний архітектор А. Сапеги Ян Самюєль Бекер, майстер барокового класицизму.
Будинок костелу складається з високого прямокутного нефу, вівтарної апсиди та бокових каплиць, перекритих хрестоподібним склепінням, майже квадратних у плані. Бокові крила трансепта та сакристіїв мають хрестоподібні склепіння.
Вежа на головному фасаді чотирьох'ярусна: не має у плані жодної прямої лінії; могутніми дугами відходить від фасадної стіни. Кути вежі зміцнені шаровими пілястами у комбінації з півколонами та підпірними елементами у вигляді валют. Антаблемент ділить її на високу нижню частину та верхні яруси телескопічної будови.
Над входом у храм розміщені вузькі органі хори. Основне приміщення костелу зальне. Інтер'єр оформлений пілястрами іонічного та композиційного ладів, між якими знаходяться невеликі арки, над якими прямокутні вікна. Колони розмальовані під мармур. В інтер'єрі північної каплиці збереглися фрагменти монохромної розмальовки у техніці гризайль.